# Блохин, Николай Сергеевич
Николай Сергеевич Блохин (1866 — до 1929) — командир 17-го гусарского Черниговского полка, генерал-майор, герой Первой мировой войны.

## Биография
Образование получил в Александровском лицее, по окончании которого с большой золотой медалью в 1886 году поступил на военную службу.
В 1887 году выдержал офицерский экзамен при 2-м военном Константиновском училище и был произведён корнетом в лейб-гвардии Конный полк. Произведён в поручики (ст. 7.08.1891), в штабс-ротмистры — 6 декабря 1895 года. В течение года командовал эскадроном.
3 июля 1897 года назначен состоять для особых поручений при московском генерал-губернаторе, а 20 июля того же года назначен обер-офицером для особых поручений при том же генерал-губернаторе. Произведён в ротмистры 1 января 1901 года. 15 марта 1904 года назначен исправляющим должность штаб-офицера для особых поручений при командующем войсками Московского военного округа, а 12 июня 1905 года зачислен по армейской кавалерии, с переименованием в подполковники и утверждением в должности. Произведён в полковники 20 августа 1905 года «за отличие по службе».
3 января 1908 года переведён в 17-й гусарский Черниговский полк, а 17 сентября 1911 года назначен командиром того же полка, с которым и вступил в Первую мировую войну. Пожалован Георгиевским оружием
За то, что 6 ноября 1914 года, лично командуя авангардом сводной кавалерийской дивизии в составе названного полка с 2 пулеметами и 2 орудиями, атаковал всем составом авангарда гор. Новый-Сандец с северной стороны и, не взирая на упорное сопротивление противника, занимавшего окопы у окраины города, а затем и самые постройки в городе, занял этот важный центр и очистил его от противника, захватив 3 офицеров и более 140 нижних чинов в плен. Благодаря искусству, быстроте и решимости, с какими была ведена атака, отряд понес незначительные потери.
19 января 1915 года произведён в генерал-майоры «за отличие по службе», с назначением командиром 1-й бригады 16-й кавалерийской дивизии. 4 марта 1915 года отчислен от должности с назначением в резерв чинов при штабе Киевского военного округа. 11 декабря 1915 года назначен генералом для поручений при командующем войсками Московского военного округа. На 9 марта 1917 года — в той же должности. Уволен от службы за болезнью 19 июля 1917 года.
Дальнейшая судьба неизвестна. Умер до 1929 года. Был женат.

## Награды
- Орден Святой Анны 3-й ст. (ВП 6.12.1901)
- Орден Святого Станислава 2-й ст. (1909)
- Орден Святой Анны 2-й ст. (1912)
- Орден Святого Владимира 3-й ст. с мечами (ВП 9.12.1914)
- Орден Святого Владимира 4-й ст. с мечами и бантом (ВП 24.04.1915)
- Орден Святого Станислава 1-й ст. с мечами (ВП 6.12.1916)
- Георгиевское оружие (ПАФ 9.03.1917)